# Mindaugas Murza
Mindaugas Gervaldas - do 2012 roku - Mindaugas Murza (ur. 16 grudnia 1973 w Szawlach) – litewski polityk i samorządowiec, przewodniczący Zjednoczonego Nacjonalistyczno-Robotniczego Ruchu Litwinów.
W 1990 roku został członkiem Litewskiego Związku Strzeleckiego (Lietuvos šaulių sąjunga). Przez krótki okres studiował w Litewskiej Szkole Wojennej, pracował również jako sprzedawca.
W 1996 roku założył Narodowo-Socjalistyczny Związek Jedności, który jednak nie został zarejestrowany przez sąd. Przystąpił do Litewskiej Partii Narodowo-Demokratycznej, 1 maja 2002 roku wybrano go jej przewodniczącym.
W 2002 roku wszedł w skład Rady Miejskiej w Szawlach. Od 25 lutego 2007 roku jest liderem niezarejestrowanego przez sąd Litewskiego Zjednoczonego Narodowego Związku Robotników.
Był wielokrotnie sądzony za antysemityzm i nawoływanie do waśni narodowych.